# Гавалов, Сергей Михайлович
Сергей Михайлович Гавалов (10 апреля 1924 года, Тифлис — 12 марта 2018 года, Новосибирск) — советский и российский врач-педиатр, член-корреспондент РАМН, доктор медицинских наук, профессор. Заслуженный деятель науки Российской Федерации.

## Биография
Родился в 1924 году в Тифлисе. В 1948 году окончил 1-й Московский медицинский институт, по распределению отправился работать в Казахстан.
В 1950 году поступил в аспирантуру 2-го Московского медицинского института, где выбрал педиатрическое направление.
В 1954 году, по окончании аспирантуры, и получения звания кандидата наук, он отправился работать заведующим детских инфекций в Крымский медицинский институт. Здесь он сосредотачивается на вопросах детской пульмонологии. Результатом работы стала монография «Хронические неспецифические пневмонии у детей и их этапное лечение», на основе которой, в 1962 году он защитил докторскую диссертацию.
В 1962 году переезжает в Ереван, где становится деканом педиатрического факультета Ереванского медицинского института. В вузе им создается научная школа детской пульмонологии.
В 1971 году принимает приглашение АН СССР и переезжает в Новосибирск, где становится заведующим клиническим отделом и лабораторией педиатрии при Институте цитологии и генетики СО АН СССР. С именем Гавалова связано создание детской пульмонологической школы в Новосибирске.
В 1976 году коллектив ученых под руководством Гавалова впервые в СССР доказали, что гипперреактивность бронхов является одним из ведущих патофизиологических механизмов в генезе «рецидивов» бронхолегочных заболеваний у детей, перенесших острые респираторные заболевания.
В 1981 году при непосредственном участии Гавалова, в Новосибирске стало применяться новое направление в профилактическом лечении детей — семейная диспансеризация и реабилитация продолжительно болеющих детей.
Большое внимание в своих трудах профессор уделял изучению патофизиологических основ хронизации бронхолегочных заболеваний (БЛЗ) у детей, влиянию активного курения на факторы риска у беременных, изучению гиперреактивности бронхов, дисплазии соединительной ткани легких.
Является автором более 270 печатных работ, сред которых 7 монографий, 4 руководств для врачей, учебника «Детские болезни» (издания 1967, 1968, 1970, 1971, 1974, 1976 годов) переведенного и изданного в ряде стран мира.
В 1994 году избран членом-корреспондентом Российской академии медицинских наук.
Скончался 12 марта 2018 года в Новосибирске.

## Труды
- Гавалов С. М. Хронические неспецифические пневмонии у детей и их этапное лечение / С. М. Гавалов. – М. : Медгиз, 1961. – 205 с.
- Гавалов С. М. Острые пневмонии у детей / С. М. Гавалов. – Новосибирск : Изд-во НГУ, 1990. – 263 с.
- Гавалов С. М. Часто и длительно болеющие дети / С. М. Гавалов. – Новосибирск : Изд-во НГУ, 1993. – 284 с.
- Гавалов С. М. Детские болезни : учебник / С. М. Гавалов. – М. : Медгиз, 1968 ; 1970. – 543 с.